# Иов Ущельский
И́ов У́щельский (ум. 1628) — преподобномученик Русской православной церкви, первый строитель Ущельского Иовского монастыря.

## Биография
Сведения о мирской жизни весьма скудны; известно лишь, что он носил фамилию Мозовский или Мазовский, и отца его звали Патрикием. Сохранилась древняя летопись неизвестного автора, где говорится: «Блаженнаго сего преподобномученика Иова отечество дольнее, и рождение земное, где и от кого родился, весьма нам неведомо; Божиим изволением утаено сего ради, да известно вемы, яко святии Божии не дольнаго, но горняго отечества ищут; не земнородным племенем хвалятся, но небесным жителем сликовствовати тщатся».
Дата, когда Иов пришел в Соловецкий монастырь неизвестна, но сохранился текст благословенной грамоты, данной иноку митрополитом Новгородским и Великолуцким Исидором, бывшим в то время игуменом Соловков, из которой следует, что 10 ноября 1608 года Иов был рукоположен Исидором в сан иеромонаха «к церкви благолепнаго Преображения Господня, что в общем монастыре преподобных отец Зосимы и Савватия Соловецких чудотворцев». После этого Иов около шести лет прожил среди братии Соловецкого монастыря. 
В 1614 году Иов покинул монастырь и направился на восток Поморья, на реку Мезень и в местечке Ущелье, близ села Лешуконское нашел «удобное, и даже прекрасное для построения обители». Здесь он поставил часовню в честь Рождества Христова и к нему стали стекаться первые послушники. Обитель была чрезвычайно бедна и лишь после того, как царь Михаил Фёдорович пожаловал обители «земли с рыбными ловлями» Иов смог обустроить церковь и кельи для иноков. В Писцовой книге Мезенской волости датированной 1623 годом есть следующая запись: «У Вашки монастырь стал … в 122 (1614) году. В нем церковь Рожество Христово древяна вверх нова поставлена в 130 (1622) году, в ней образ местной Рожество Христово. На монастыре ж в келье строитель Иев, да в четырех кельях братии восмь старцов, да двор скотиной. Пашни паханые худые, земли четверти с осьминою в поле. Дань и оброк не положены, потому что строит его строитель Иев внове».
Иов делал все, чтобы обитель встала на ноги:  «С помощию Божиею, устро́и праведный Иов святую обитель У́щельскую, и пребываше в ней с братиею, подвизаяся богоугодно в постех и молитвах, пищу себе от трудов рук своих приобретающе» — говорится на летописных страницах.
18 (5 ст. стиль) августа 1628 года, когда все были на сенокосе, а в обители оставался один Иов, который по старости уже не мог выполнять многие работы, в церковь ворвались разбойники. Полагая, что в обители скрыто много богатств они стали жестоко пытать Иова: «не ве́дяху бо окаяннии, яко сей праведный, якоже и прочии Божии святии, не скрывал себе сокровища на земли, но на небеси, иде́же та́тие и разбойницы не похищают». Не добившись желаемого, они обезглавили старца. В таком виде послушники и обнаружили тело мученика.
Память преподобного Иова Ущельского отмечается 18 (5 ст. стиль) августа и 22 (9 ст. стиль) августа - в Соборе Соловецких святых.